# Figuren aus BanG Dream!

Offizielles Franchise-Logo.

Dieser Artikel gibt alle Figuren aus BanG Dream! wieder, einem japanischen Multimedien-Projekt des Medienkonzerns Bushiroad.

## Hauptcharaktere

### Poppin’Party
- Poppin’Party wurde von Kasumi Toyama, einer Oberschülerin, gegründet, nachdem sie ein Konzert der Gruppe Glitter☆Green besucht hat. Sie hat ihre Freundinnen in ihre Popgruppe integriert, obwohl diese zunächst Zweifel hatten. Sie werden von den Synchronsprecherinnen Aimi, Sae Ōtsuka, Rimi Nishimoto, Ayaka Ōhashi und Ayasa Itō verkörpert und vertont. Poppin’Party ist die erste Live-Gruppe des Multimedien-Projektes, die im Februar 2015 gegründet wurde.[1]

Kasumi Toyama (戸山 香澄, Toyama Kasumi)
- Schülerin im ersten Jahr an der Hanasakigawa-Oberschule, Gründerin von Poppin’Party, wo sie als Rhythmusgitarristin und Sängerin fungiert. Sie spielt eine rotfarbene ESP „Random Star“. Kasumi ist sehr aktiv und optimistisch, immer Ausschau haltend nach dem herzbewegenden, funkelnd klingenden Klang, dem „Star Beat“. Seit sie ihre rote Gitarre zum ersten Mal im Pfandhaus, das von den Eltern einer ihrer Mitschülerinnen betrieben, gesehen hat, träumt sie eine eigene Gruppe zu gründen. Sie hat eine jüngere Schwester.

Tae Hanazono (花園 たえ, Hanazono Tae)
- Hanazono, die auch „O-tae“ genannt wird, ist die Leadgitarristin in der Gruppe. Wie Toyama auch, besucht sie das erste Jahr der Hanasakigawa-Oberschule. Sie ist eine talentierte Gitarristin, die bereits seit sie klein ist Gitarre spielt. Sie liebt Musik und arbeitet neben der Schule in einem Live House. Sie tendiert dazu, Dinge in ihrem eigenen Tempo zu erledigen. Sie lebt mit bei ihren Eltern und besitzt 20 Hasen, die sie wie ihre eigenen Kinder behandelt. Sie hat Kasumi beigebracht, erste Akkorde auf der Gitarre zu spielen.

Rimi Ushigome (牛込 りみ, Ushigome Rimi)
- Eine Schülerin im ersten Jahr an der Hanasakigawa und Bassistin bei Poppin’Party. Sie ist die jüngere Schwester von Yuri, die bei Glitter☆Green. Bei der Einschulungszeremonie traf sie erstmals auf Kasumi und fand aufgrund ihrer fröhlichen Selbstvorstellung Gefallen an ihr. Sie ist schüchtern und nervös, wie ihre Mitschülerinnen Rinko und Kanon. Sie versucht ihre Schüchternheit und Angst zu überwinden, aber bisher ohne Erfolg. Ihren pink-farbenen E-Bass hat sie von ihrer älteren Schwester erhalten. Rimi mag die Schoko-Kometen der Yamabuki-Bäckerei, Schokolade allgemein – Minzschokolade ausgenommen – und andere Süßigkeiten.

Sāya Yamabuki (山吹 沙綾, Yamabuki Sāya)
- Die Schlagzeugerin der Band und Schülerin im ersten Lehrjahr an der Hanasakigawa-Oberschule. Seit der Einschulungszeremonie ist sie mit Kasumi befreundet. Sie hat eine gute Seele und versucht, immer eine gute Freundin gegenüber Kasumi zu sein. Neben ihren schulischen Aktivitäten und den Bandproben hilft sie ihren Eltern in der Yamabuki-Bäckerei aus. Sie hat einen jüngeren Bruder, Jun, und eine jüngere Schwester namens Sana. In der Mittelschule war sie Mitglied der Schülerband CHiSPA bis ihre Mutter krank wurde.

Arisa Ichigaya (市ヶ谷 有咲, Ichigaya Arisa)
- Arisa ist die Keyboarderin in der Gruppe und wie ihre vier Bandkolleginnen Schülerin an der Hanasakigawa-Oberschule, wo sie ebenfalls im ersten Jahr ist. Arisas Großmutter betreibt das Pfandhaus Ryuseido, in der Kasumi ihre Gitarre gesehen und später gekauft hat. Sie ist eher introvertiert, mag es ihren Bonsai zu pflegen und Dinge im Internet zu suchen. Obwohl sie kaum das Haus verlässt ist sie clever und schreibt immer gute Zensuren. Außerdem besitzt sie eine „scharfe Zunge“, versucht aber in Öffentlichkeit das Gesicht eines gut erzogenen reichen Mädchens zu wahren.

### Roselia
- Die Gothic-Rock-Gruppe Roselia wurde von Schülerinnen der Haneoka High und der Hanasakigawa High gegründet, gilt als talentiert und wird bereits von professionellen Talentsuchern beobachtet. Der Bandname ist eine Wortkombination aus Rose und Kamelien. Die fiktiven Figuren werden von Aina Aiba, Haruka Kudō, Megu Sakuragawa, Yuki Nakashima und Kanon Shizaki verkörpert und vertont. Roselia ist neben Poppin’Party, Raise A Suilen und Morfonica eine von bisher vier Gruppen, die auch Live-Konzerte spielen.[2]

Yukina Minato (湊 友希那, Minato Yukina)
- Die perfektionistisch veranlagte Sängerin von Roselia, die alles was mit Musik in Verbindung gebracht werden kann, sehr ernst nimmt. Sie wurde von ihrem Vater inspiriert Sängerin zu werden. Sie sagt, dass sie seit sie sich erinnern kann singt. Sie hat einen stoischen und kühlen Charakter, zeigt Menschen, denen sie vertraut, auch eine wärmere Seite. Ihre beste Freundin ist ihre Bandkollegin Lisa. Sie besucht das zweite Jahr der Haneoka-Mädchenschule. Insgeheim mag sie Katzen.

Sayo Hikawa (氷川 紗夜, Hikawa Sayo)
- Gitarristin bei Roselia und Schülerin im zweiten Jahr an der Hanasakigawa. Sie ist die ältere Zwillingsschwester von Hina. Sie hat einen Komplex, da ihrer Schwester scheinbar ohne großen Aufwand zu investieren alles gelingt, während sie selbst sehr viel investiert und sie es trotzdem nicht schafft, die Dinge annähernd so gut zu schaffen wie Hina. Wie Yukina mag Sayo auch flauschige Tiere. Sie hat eine Abneigungen gegen Möhren, da sie mal als Kind ausgeschimpft wurde, weil sie die Karotten ihrer jüngeren Schwester gegessen hatte, obwohl diese ihr selber nicht geschmeckt haben.

Lisa Imai (今井 リサ, Imai Lisa)
- Bassistin und Schülerin im zweiten Jahr an der Haneoka-Oberschule. Sie ist seit ihrer Kindheit bestens mit Yukina befreundet und zudem Nachbarn. Sie sieht einer Gyaru ähnlich, macht aber des Öfteren Dinge die ihrem Ebenbild nicht entsprechen. Sie ist ein mitfühlendes Mädchen, sorgt sich um andere, ist sozial veranlagt und hat viele Freunde. Ihr Hobby ist das Backen von Keksen. In ihrer Freizeit arbeitet sie mit Moca in einem Gemischtwarenladen. Sie ist Mitglied im Tanz- und Tennisclub der Schule.

Ako Udagawa (宇田川 あこ, Udagawa Ako)
- Schlagzeugerin von Roselia und die jüngere Schwester von Tomoe, die sie sehr verehrt und die Leidenschaft für Gothic- und Punk-Fashion teilt. Sie besucht das dritte Jahr der Haneoka-Mittelschule, einem Zweig der Haneoka-Mädchenschule, wodurch sie das jüngste Mitglied der Band und die jüngste Musikerin überhaupt ist. Oftmals zeigt sie Anzeichen des „Achtklässlersyndroms“, was das Result ihrer Zeit, als sie vermehrt Onlinespiele gespielt hat, sein könnte. Ihre beste Freundin ist Rinko, die innerhalb der Band als Keyboarderin fungiert. Beide lernten sich in einem Onlinespiel kennen. Außerhalb der Band ist Ako Teil des Tanzclubs der Schule.

Rinko Shirogane (白金 燐子, Shirogane Rinko)
- Die Keyboarderin der Band und Schülerin im zweiten Jahr an der Hanasakigawa-Oberschule. Sie spielt bereits seit ihrer Kindheit Piano, weswegen sie sehr talentiert im Umgang mit dem Musikinstrument ist. Ähnlich wie Rimi und Kanon ist Rinko schüchtern und introvertiert. Sie wird schnell ängstlich wenn sie in einer Menschenmasse ist und die Menschen ihr unbekannt sind. Deswegen geht sie kaum raus und neigt zum Pessimismus. In ihrer Freizeit liest sie gerne und spielt Videospiele. Durch ein Onlinespiel lernte sie ihre beste Freundin Ako kennen, die in der Band Schlagzeugerin ist. Rinko ist eine talentierte Näherin und näht die Bühnenkostüme für die Band.

### Raise A Suilen

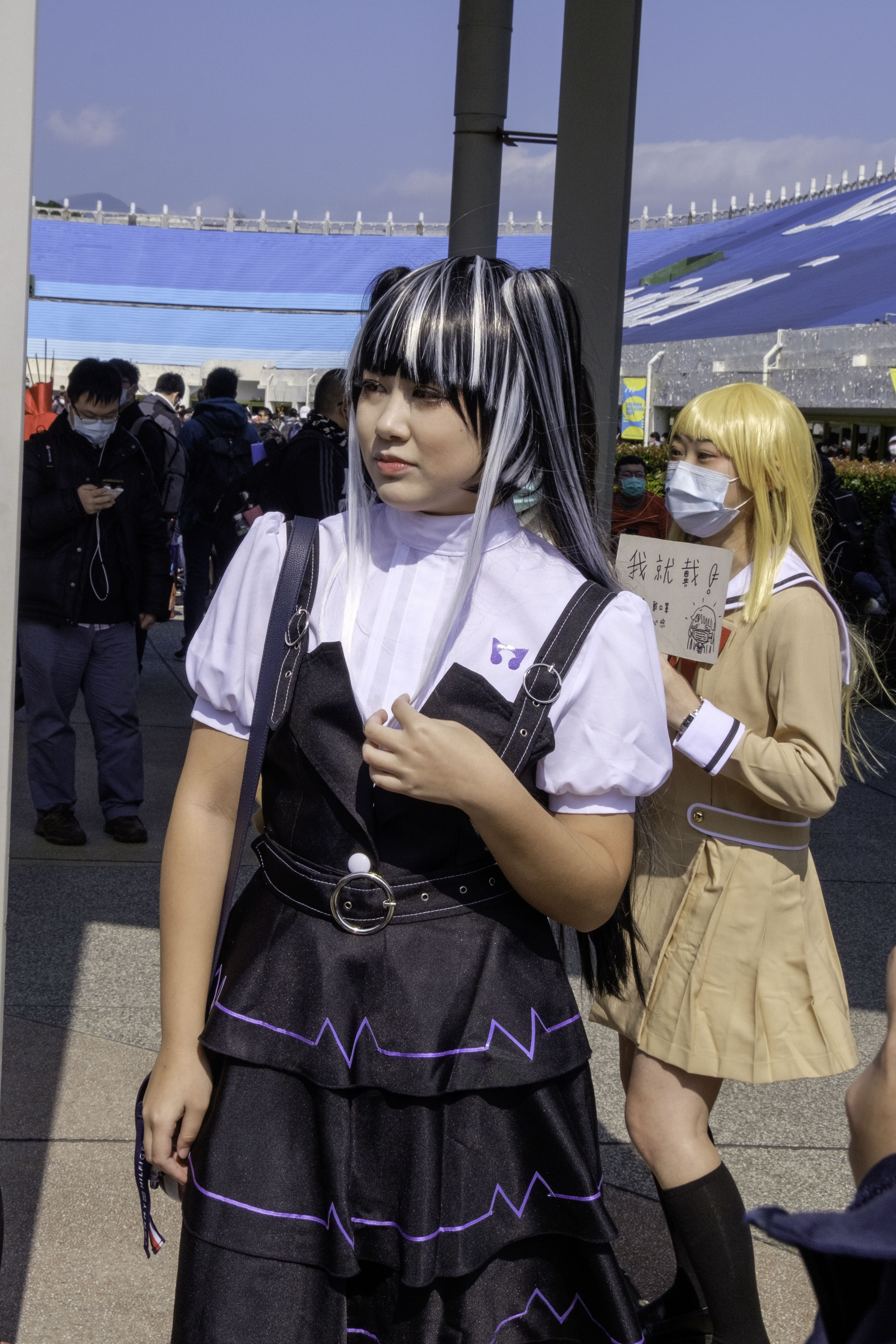
Eine Cosplayerin als PAREO von RAISE A SUILEN, 2020.

- Raise A Suilen (abgekürzt RAS) wurde zunächst als Begleitband gegründet um die Instrumente bei Live-Auftritte der Gruppen Hello, Happy World!, Afterglow und Pastel＊Palettes zu besetzen. Nach Poppin’Party und Roselia ist Raise A Suilen die dritte Gruppe des BanG-Dream!-Universums, die Live-Konzerte spielen. Die Charaktere werden von Raychell, Natsume, Risa Tsumugi, Reo Kurachi und Riko Kohara bei Live-Konzerte verkörpert und synchronisiert.[3]

Rei Wakana (和奏 レイ, Wakana Rei)
- Rei ist Sängerin und Bassistin bei Raise A Suilen. Sie besucht das zweite Jahr der Oberschule und war zuvor Supportmusikerin, bis sie von CHU2 rekrutiert wurde. Sie ist seit ihrer Kindheit mit Tae befreundet. Beide gaben sich ein Versprechen gemeinsam eines Tages eine Band zu gründen. Rei lebte einige Zeit lang nicht in Tokio. Erst einige Zeit nach ihrer Rückkehr stellt sie fest, dass Tae inzwischen Mitglied bei Poppin’Party ist und sie Tae von den anderen fernhält wofür sie sich schuldig fühlt. Nach einem Gespräch mit Masuki, die ebenfalls bei Raise A Suilen spielt, entscheidet sie Tae zu unterstützen.

Masuki Satō (佐藤 ますき, Satō Masuki)
- Die Schlagzeugerin von Raise A Suilen und Oberschülerin im zweiten Jahr. Sie ist die Tochter der Besitzer des Live House „GALAXY“. Obwohl sie streng wirkt, mag sie süße Dinge. Masuki freundet sich mit Rei an, nachdem Tae sich zurückzieht.

Chiyu Tamade (玉出 ちゆ, Tamade Chiyu)
- Die Produzentin und DJ der Gruppe. Sie nahm Rei als Sängerin in die Gruppe auf. Chiyu ist ein 14-jähriges Mädchen, das einige Jahrgangsstufen übersprungen hat, um an einer internationalen Schule zu lernen. Ursprünglich wollte sie als Produzentin bei Roselia einsteigen, wurde aber von deren Sängerin Yukina abgewiesen. Daraufhin gründete sie Raise A Suilen um Roselia Konkurrenz zu machen. Um ihr Ziel zu erreichen, versucht sie Tae von Poppin’Party – auch mit rabiaten Mitteln – in die Gruppe zu locken. So zwingt sie Poppin’Party sich aufzulösen. Sie fordert alle anderen Gruppen heraus um deren Träume zu zerstören.

Reona Nyūbara (鳰原 れおな, Nyūbara Reona)
- Die Keyboarderin der Gruppe und Schülerin im zweiten Jahr der Mittelschule. Sie ist 13 Jahre alt und ist Fan von Pastel＊Palettes und hat während eines Konzertes im Rahmen des World Idol Festivals einen ganzen Tag in der ersten Reihe gewartet um ihre Vorbilder spielen zu sehen. Obwohl sie mit Chiyu befreundet ist, missbilligt sie ihre Pläne und hofft, dass jemand sie aufhält.

Rokka Asahi (朝日 六花, Asahi Rokka)
- Rokka ist Schülerin im ersten Jahr an der Haneoka-Mädchenschule. Sie wurde von Chiyu gescoutet und nach einem Fehlversuch später als Gitarristin in die Band aufgenommen. Bevor sie nach Tokio zog, lebte sie in einer ländlichen Gegend und spielte mit Mitschülern aus der Mittelschule gemeinsam. Sie arbeitet zudem im Live House „GALAXY“. Sie ist ein Fan von Poppin’Party und organisiert Konzerte für die Gruppe. Rokka ist diejenige, die Chiyus Plan durchkreuzt.

### Afterglow

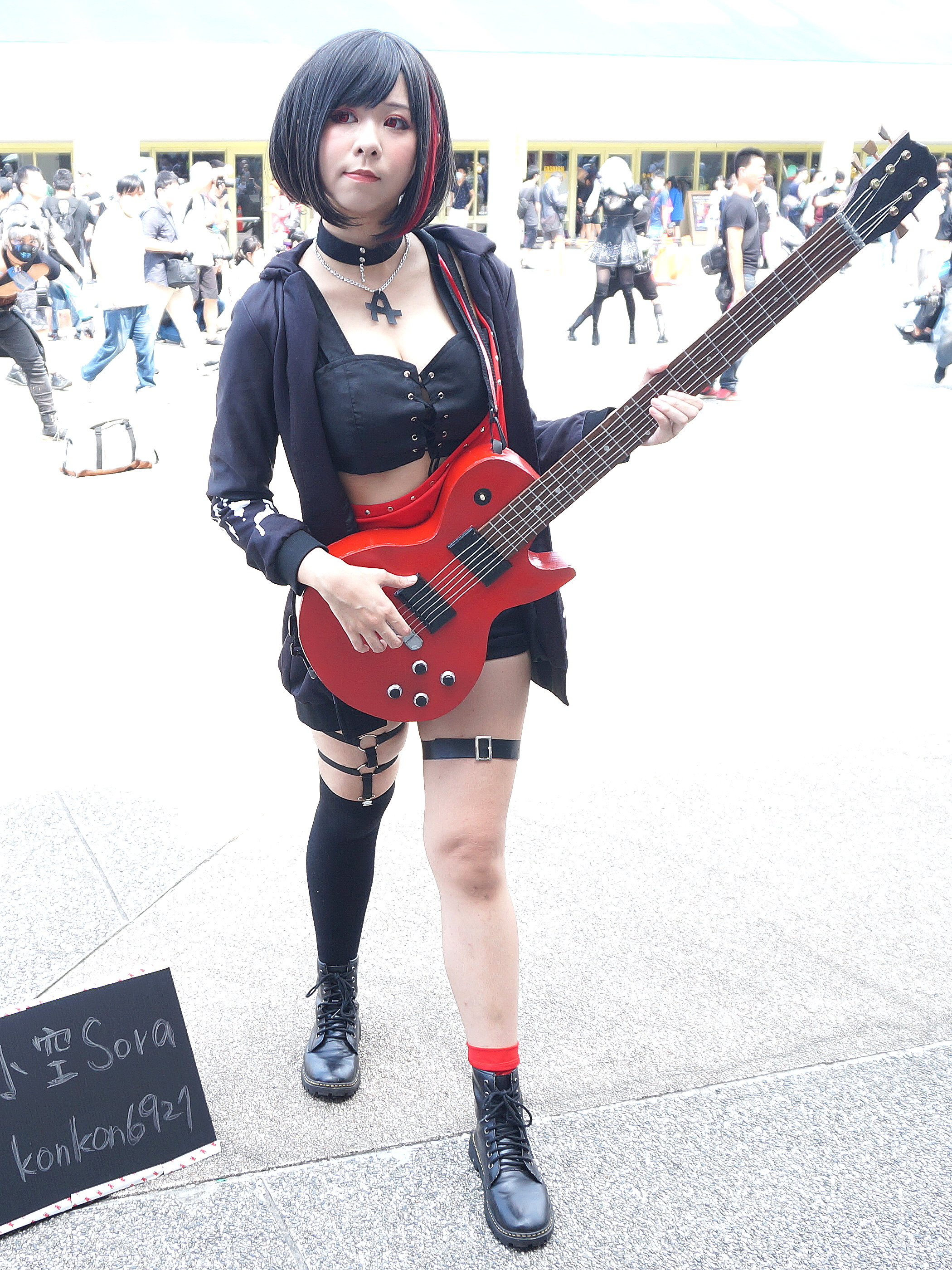
Cosplayerin Sora Chan als Ran Mitake von Afterglow, 2020.

Afterglow ist eine Band, die von Ran Mitake, einer Schülerin der Haneoka High im ersten Jahr, und ihren Kindheitsfreundinnen gegründet wurde. Der Name der Gruppe entstammt dem englischen Wort für Abendrot.
Ran Mitake (美竹 蘭, Mitake Ran)
- Sängerin und Gitarristin von Afterglow. Sie besucht das erste Jahr an der Haneoka-Oberschule für Mädchen. Ihre Familie gilt seit 100 Jahren als Experten im Ikebana. Sie hat einen starken Willen, mag es nicht zu verlieren und wird schnell einsam aufgrund ihrer merkwürdigen und distanzierten Persönlichkeit. Ihre Familie und Freunde haben für sie die oberste Priorität. Obwohl sie nicht Leaderin der Gruppe ist, trifft sie ab und zu Entscheidungen im Sinne der Band, da die eigentliche Frontfrau nicht über einen so starkes Durchsetzungsvermögen besitzt.

Moca Aoba (青葉 モカ, Aoba Moca)
- Moca ist die zweite Gitarristin der Gruppe und besucht ebenfalls die Haneoka-Mädchenschule. Gegenüber Dingen, zu denen sie kein Interesse hat, zeigt sie sich eher gleichgültig. Dennoch macht sie alles für ihre Musikerkolleginnen mit, speziell für Ran, mit der sie eine enge Freundschaft pflegt. Sie legt ihren Fokus immer auf eine einzige Sache, derzeit das Spielen der Gitarre innerhalb der Band. Sie hat eine Affinität für Manga und mag die Brötchen aus der Yamabuki-Bäckerei. Sie hat die Angewohnheit sich selbst mit „Moca-chan“ anzusprechen, wenn sie sich selbstsicher fühlt. Außerdem mag sie es, ihren Freundinnen und den Menschen in ihrer Umgebung Spitznamen zu geben. Obwohl sie eine schläfrige und manchmal nervtötende Persönlichkeit besitzt, hat sie den reifesten Charakter innerhalb der Gruppe und kann sich gut in die Probleme ihrer Freundinnen hineinversetzen.

Tomoe Udagawa (宇田川 巴, Udagawa Tomoe)
- Schlagzeugerin von Afterglow und die ältere Schwester von Ako Udagawa, die bei Roselia spielt. Sie besucht das erste Jahr an der Haneoka. Sie ist aufrichtig, lästert nicht über andere und trägt kein Bedauern. Innerhalb der Gruppe hat sie eine wichtige Position, da sie gut mit den Erwachsenen aus der Einkaufspassage klar kommt. Auf lokalen Festivals spielt sie Taiko. Ihre größte Schwäche, Fashion, teilt sie mit ihrer jüngeren Schwester Ako. Außerhalb der Band arbeitet sie Teilzeit in einem Fast-Food-Geschäft.

Himari Uehara (上原 ひまり, Uehara Himari)
- Bassistin und Bandleaderin von Afterglow. Schülerin an der Haneoka-Oberschule und Mitglied des dortigen Tennisclubs. Ein fröhliches und gutmütiges Mädchen, dass die Band zusammenhält, ab und zu von ihren Mitmusikerinnen geneckt wird. Obwohl sie die Frontfrau der Gruppe ist, fällt es ihr oftmals schwer Dinge „zwischen den Zeilen“ zu lesen, weswegen ihre Anstrengungen ab und zu erfolglos sind. Sie ist leicht zu Tränen gerührt wenn sie sich ergriffen fühlt und ist oftmals auf ihre Freundinnen angewiesen um wichtige Entscheidungen zu treffen. Himaris Hobbys sind das Backen und das Vergleichen von Süßigkeiten verschiedenster Geschäfte.

Tsugumi Hazawa (羽沢 つぐみ, Hazawa Tsugumi)
- Keyboarderin von Afterglow und Schülerin an der Haneoka-Mädchenschule, wo sie im ersten Jahr und bereits Mitglied des Schülerrats ist. Sie ist das gewöhnlichste Mitglied von Afterglow und hat eine positive Persönlichkeit. Ihre heitere Art schweißt die Gruppe zusammen. Sie teilt mit Himari das Hobby zu backen. Sie hilft in der elterlichen Konditorei aus.

### Hello, Happy World!
Hello, Happy World! wurde von Kokoro Tsurumaki mit dem Traum, Menschen auf der ganzen Welt zum Lächeln zu bringen, gegründet. Die Band ist unter Kindern populär, sodass ihre Auftritte hauptsächlich in Vorschulen und Kinderkrankenhäusern stattfinden, obwohl ihre Musik Menschen jeden Alters anspricht.
Kokoro Tsurumaki (弦巻 こころ, Tsurumaki Kokoro)
- Sängerin von Hello, Happy World! und Schülerin an der Hanasakigawa-Oberschule, wo sie das erste Jahr besucht. Sie kommt aus einer wohlhabenden Familie, lebt in einem der größten Anwesen in der Stadt und kann deswegen fast alles machen was sie möchte. Sie ist sehr an der Natur interessiert und ist immerzu neugierig wenn sie etwas Neues sieht. Sie liebt es, andere Menschen lächeln zu sehen und wünscht sich, mithilfe der Musik die ganze Welt zum Lächeln zu bringen. Laut Misaki ist Kokoro ein sorgloses Mädchen, das sich um nichts kümmert, was ihre Ignoranz gegenüber Misaki, wenn sie gerade Michelle verkörpert, zeigt.

Kaoru Seta (瀬田 薫, Seta Kaoru)
- Die Gitarrist der Gruppe und Schülerin im zweiten Jahr an der Haneoka-Mädchenschule. Sie ist seit ihrer Kindheit mit Chisato von Pastel＊Palettes befreundet. Sie ist ein populäres Mitglied des schulinternen Dramaclubs und ist stetig von ihren Fans, die sie „kleine Kätzchen“ nennt, umgeben. Sie liebt es Poesie, sowie philosophische Werke zu lesen, obwohl die Inhalte kaum versteht. So sagt sie zum Beispiel, dass sie Traubensaft, Sachertorte und Vichyssoise mag, da diese Namen „cool“ klingen. In Wirklichkeit mag sie gewöhnliche Gerichte wie Misosuppe. Obwohl sie oftmals selbstsicher auftritt, wird sie in Chisatos Gegenwart aufgeregt.

Kanon Matsubara (松原 花音, Matsubara Kanon)
- Die Schlagzeugerin bei Hello, Happy World! und Schülerin an der Hanasakigawa-Oberschule, wo sie das zweite Jahr besucht. Sie ist Mitglied im schulischen Teezeremonieclub. Wie ihre Mitschülerinnen Rinko und Rimi ist auch Kanon schüchtern, nervös und tollpatschig. Ihr fällt es zudem schwer „Nein“ zu sagen. Außerdem tendiert sie dazu in Dinge zu geraten, die ursprünglich nichts mit ihr zu tun haben. Kanon ist orientierungslos, wobei sie Cafés anhand der Gerüche identifizieren kann. Sie mag Süßigkeiten und niedliche Gegenstände.

Hagumi Kitazawa (北沢 はぐみ, Kitazawa Hagumi)
- Die Bassistin der Gruppe und Schülerin im ersten Jahr an der Hanasakigawa, wo sie in die gleiche Klasse wie Kasumi geht. Ihre Familie betreibt eine Metzgerei, die Croquettes verkaufen und in der Stadt bekannt sind. Hagumi ist ein couragiertes Mädchen mit einem aufrechten Charakter. Sie liebt es ihre Freunde mit Spitznamen anzusprechen. Ihre blitzschnellen Reflexe machen sie Ass der Softball-Mannschaft der Schule, wo sie nun auch Kapitänin ist. Auch läuft sie Marathon.

Misaki Okusawa (奥沢 美咲, Okusawa Misaki)
- Misaki ist DJ der Gruppe und besucht das erste Jahr der Hanasakigawa. Getarnt in einem pinken Bärenkostüm, welches sie in ihrer früheren Teilzeitarbeit trug, tritt sie bei Konzerten als Michelle (ミッシェル Misheru) auf, während die übrigen Mitglieder in Misaki die Komponistin sehen und Michelle als „Freund“ der Band bezeichnen. Misaki ist zurückhalten, neigt zum Sarkasmus und hat es schwer positiv zu bleiben, gleich welcher Situation. Zu ihrem Bedauern, glaubt niemand aus der Band – außer Kanon, die mit ihr sympathisiert – das sie in Wirklichkeit Michelle ist.

### Pastel＊Palettes
Eine Idol-Gruppe, die durch ihre Talentagentur in eine Idol-Band umfunktioniert wurde. Obwohl es anfangs nicht von ihnen erwartet wurde, ein Musikinstrument zu spielen, erhielten sie die Erlaubnis, ihre Instrumente nach einem Vorfall während ihres ersten Auftritts selbst zu spielen. Resultierend daraus genießt die Gruppe eine hohe Popularität.
Aya Maruyama (丸山 彩, Maruyama Aya)
- Die Sängerin von Pastel＊Palettes und Schülerin im zweiten Jahr an der Hanasakigawa-Oberschule. Bevor sie ausgewählt wurde, als Sängerin für die Idol-Gruppe zu fungieren, war sie eine begeisterte Verehrerin von hart arbeitenden Idols. Sie regt sich schnell auf und tendiert dazu, oft zu weinen, obwohl sie augenscheinlich fröhlich, übermütig und temperamentvoll herüberkommt. Außerhalb der Band arbeitet sie mit Kanon und Tomoe in einem Fast-Food-Geschäft. Aya hat zudem die ungewöhnliche Fähigkeit, wie das Wissen um das perfekte Selfie zu machen. Sie wünscht sich, dass die Menschen sie erkennen, wenn sie in der Öffentlichkeit ist, und trägt deswegen auch keine Tarnung.

Hina Hikawa (氷川 日菜, Hikawa Hina)
- Die Gitarristin und Schülerin des zweiten Jahres auf der Haneoka. Sie ist die jüngere Zwillingsschwester von Sayo. Hina ist überaus schlau und ist in der Lage, sämtliche Tätigkeiten auszuführen, nachdem man ihr diese einmal gezeigt hat. Sie besitzt eine fröhliche und offene Persönlichkeit, hat aber Schwierigkeiten, die Gefühle ihrer Mitmenschen richtig zu deuten, und ist schnell gelangweilt. Hina hat die Angewohnheit, seltsame Worte zu wählen, um Gefühle zu beschreiben.

Chisato Shisaragi (白鷺 千聖, Shirasagi Chisato)
- Die Bassistin der Idol-Gruppe und Schülerin im zweiten Jahr an der Hanasakigawa. Sie ist seit frühester Kindheit mit Kaoru von Hello, Happy World! befreundet. Da sie bereits in ihrer Kindheit als Schauspielerin tätig ist, weiß sie ihr Privatleben und ihre Freunde zu schätzen. Obwohl sie auf den ersten Blick freundlich wirkt, kann Chisato auch kalkulierend und kühl wirken, vor allem gegenüber Kaorus dramatischem Charakter. Auch wenn sie von ihren Kolleginnen als Rollenmodell für Professionalität angesehen wird, arbeitet sie hart daran, ihre Arbeit richtig zu machen.

Maya Yamato (大和 麻弥, Yamato Maya)
- Die Schlagzeugerin von Pastel＊Palettes und ebenfalls Schülerin an der Haneoka-Oberschule. Bevor sie ein festes Mitglied der Gruppe wurde, war sie für die Talentagentur als Studio- und Begleitmusikerin für die Gruppe tätig. Sie fühlt sich am wohlsten, wenn sie von musikalischem Equipment umgeben ist, und outet sich als Technologie-Geek. Sie trägt eine Brille.

Eve Wakamiya (若宮 イヴ, Wakamiya Ibu)
- Eve ist Keyboarderin der Idol-Gruppe und besucht das erste Jahr der Hanasakigawa, wo sie Kasumis Klassenkameradin ist. Sie hat neben japanischen auch finnische Wurzeln und wuchs in Finnland auf. Sie hat eine ziemlich gelassene Persönlichkeit, liebt die japanische Kultur und ist fasziniert von ebendieser. Sie glaubt an den Weg des Bushidō. Bevor sie zur Gruppe als Musikerin hinzustieß, war sie als Model für die gleiche Agentur tätig. Außerhalb der Gruppe ist Eve Mitglied des Kendō-, Ikebana- und des Teezeremonieklubs der Schule.

### Morfonica
- Morfonica ist eine Rockband, die Anfang März 2020 angekündigt wurde. Sie ist nach Poppin’Party, Roselia und Raise A Suilen die inzwischen vierte Gruppe der Serie, die auch Live-Auftritte spielen. Die fiktiven Mitglieder besuchen allesamt das erste Lehrjahr an der Tsukinomori Mädchenakademie, einer angesehenen Mädchenschule mit hundertjähriger Geschichte. Die Musikerinnen werden durch die Synchronsprecherinnen Amane Shindō, Hina Suguta, Yūka Nishio, mika und Ayasa verkörpert und vertont.[4]

Mashiro Kurata (倉田ましろ, Kurata Mashiro)
- Mashiro ist Sängerin von Morfonica. Sie ist ein stilles Mädchen, dass von den Erfolgen gleichaltriger überfordert ist und sich schwer tut, ehe sie in die Gruppe aufgenommen wird.

Tōko Kirigaya (桐ヶ谷透子, Kirigaya Tōko)
- Tōko ist Gitarristin der Gruppe und Optimistin. Sie ist in der Schule und in den sozialen Medien beliebt.

Nanami Hiromachi (広町七深, Hiromachi Nanami)
- Nanami ist Bassistin von Morfonica. Sie versucht, als normales Mädchen akzeptiert zu werden und versucht ihren wahren Charakter zu verbergen.

Tsukushi Futaba (二葉つくし, Futaba Tsukushi)
- Tsukushi ist Schlagzeugerin und Klassensprecherin in ihrer Klasse, weswegen sie als Anführerin der Gruppe angesehen wird, obwohl sie ab und zu tollpatschig sein kann.

Rui Yashio (八潮瑠唯, Yashio Rui)
- Rui ist die Violinistin der Gruppe und die Beste in ihrer Schulklasse. Sie ist ein höfliches Mädchen mit einem trockenen Sinn für Humor.

### MyGO!!!!!
- MyGO!!!!! ist eine Punk-/Rockband, die im Jahr 2022. Sie ist die fünfte Band des BanG-Dream!-Medienfranchises, die Livekonzerte spielen. Die fiktiven Bandmitglieder besuchen unterschiedliche Mädchenschulen. Die reale Band besteht aus Hina Yōmiya, Rin Tateishi, Hina Aoki, Mika Kohinata und Coco Hayashi, die im Medienfranchise die fiktiven Charaktere vertonen.[5] Die fiktive Band MyGO!!!! ist eine von zwei Gruppen, die aus den Überresten der aufgelösten Rockband CRYCHIC entstand.

Tomori Takamatsu (高松 燈, Takamatsu Tomori)
- Tomori ist Frontsängerin von MyGO!!!!! und Liedtexterin. Sie besucht das erste Jahr der Haneoka-Mädchenoberschule. Sie hat aufgrund ihres zurückgezogenen, introvertierten und schüchternen Charakters Schwierigkeiten, Freunde zu finden. Sie sammelt leidenschaftlich seltsame Gegenstände, wie Motiv-Pflaster, Dinge in der „richtigen Größe“ und sogar Steine oder Blätter. Tomori ist Mitglied des Astronomie-Klubs der Schule.
  - Sie war die frühere Sängerin der Band CRYCHIC in der sie von Sakiko eingeladen wurde. Diese trennte sich aber nach nur einem gespielten Konzert wieder, was bei ihr ein Trauma hinterließ. Seither gibt sie sich die Schuld für die Trennung der Gruppe. Erst mit der Ankunft Anons öffnet sie sich allmählich und zeigt nach und nach ihr Können als Sängerin.

Anon Chihaya (千早 愛音, Chihaya Anon)
- Sie ist MyGO!!!!!s Rhythmusgitarristin und Tomoris Klassenkameradin an der Haneoka. In der Mittelschule war sie äußerst beliebt und sogar Schülersprecherin. Sie verbrachte einige Zeit in England, um dort an der Oberschule zu lernen, kehrte aber heimlich nach Japan zurück nachdem sie sich an ihrer englischen Schule zurechtfinden konnte. Obwohl sie extrovertiert ist und schnell den Respekt ihrer Mitschülerinnen erhält, fällt es ihr schwer echte Freundschaften zu schließen.
  - Sie ist diejenige, die auf Tomori zugeht, mit der Bitte gemeinsam eine Band zu gründen, was dazu beitrug, dass Tomori über ihre musikalische Vergangenheit reflektiert. Aufgrund ihres Versuchs Tomori zu verstehen, hat sie eine angespannte Beziehung zu Taki, MyGO!!!!!s Schlagzeugerin.

Taki Shiina (椎名 立希, Shiina Taki)
- Die Schlagzeugerin von MyGO!!!!! und eine Schülerin der Hanasakigawa-Mädchenoberschule. Sie hat einen frechen und rauen Charakter gegenüber Außenstehenden, wodurch es ihr schwerfällt Freundschaften aufzubauen. Sie arbeitet als Teilzeitkraft im Livehouse RiNG, wo auch Sāya von Poppin’Party arbeitet. Taki’s ältere Schwester Maki war Schülerin der Haneoki, wo sie Präsidentin der Brassband der Schule und aktuell in einem lokalen Orchester spielt, welches regelmäßig an Wettbewerben teilnimmt. Sie ist der Grund, weshalb Taki vom Mittelschulzweig der Haneoka zur Hanasakigawa wechselte, um nicht vom Erfolg ihrer Schwester überwältigt zu werden.
  - Taki ist eine von drei früheren Mitgliedern der Gruppe CRYCHIC. Als sich diese abrupt auflöste und daraufhin mit Sakiko streitete, ist sie Tomori gegenüber überfürsorglich. Ihre Überfürsorglichkeit gegenüber Tomori führte dazu, dass sie Anon anfänglich nicht vertraut und ihr äußerst skeptisch gegenübersteht.

Soyo Nagasaki (長崎 そよ, Nagasaki Soyo)
- Die Bassisten von MyGO!!!!! und Schülerin an der Tsukinomori-Mädchenakademie. Sie ist außerdem Mitglied der Schul-Brassband, wo sie Kontrabass spielt. Soyo ist ruhig, besonnen und fürsorglich, weswegen sie bei ihren Mitschülerinnen als sehr zuverlässig angesehen wird.
  - Sie ist neben Taki und Tomori ein weiteres ehemaliges Mitglied von CRYCHIC. Sie ist sich Tomoris Trauma wegen der Trennung der Gruppe bewusst, weswegen sie Anon scheinbar dabei unterstützt, mit Tomori eine neue Gruppe zu starten. Außerdem handelt sie als Vermittlerin zwischen Anon und Taki. Aber auch sie hat die Trennung ihrer ehemaligen Gruppe belastet und kann diesbezüglich sehr emotional werden. Diese Emotionalität kann einen Punkt erreichen, in der sie alles daran setzt, CRYCHIC mit ihren ehemaligen Bandkameradinnen neu aufleben zu lassen und Anon und Rāna aus der Gruppe zu werfen, sobald sie ihrem Ziel nahe ist.
  - Soyos Nachname Nagasaki ist der Mädchenname ihrer Mutter. Ihr richtiger Name war bis zur Trennung ihrer Eltern Soyo Ichinose (一ノ瀬 そよ Ichinose Soyo).

Rāna Kamane (要 楽奈, Kaname Rāna)
- Die Leadgitarristin der Band und Schülerin im dritten Jahr an der Tsukinomori angeschlossenen Mittelschule. Sie gilt als musikalisches Naturtalent und hat einen sehr freimütigen Charakter. Dies zeigt sich unter anderem, dass sie offen mitteilt, was sie mag und was nicht. Sie ist ein Vielfraß und liebt süße Desserts, wie etwa Parfaits, hasst aber aufgrund einer empfindlichen Zunge zu heiß zubereitete Gerichte.
  - Sie hat einen etwas mysteriösen Hintergrund und wird von Taki aufgrund ihres launenhaften Charakters oft mit einer „Straßenkatze“ verglichen. Sie schließt sich MyGO!!!!! aufgrund ihres Interesses an Tomoris Charakter an. Rāna ist die Enkelin von Shifune Tsuzuki, der früheren Besitzern des Livehouses Space bis zu dessen Schließung.

### Ave Mujica
- Ave Mujica wurde im April 2023 gestartet. Die Gruppe spielt einen von der Gothic-Kultur angehauchten Symphonic Metal. Es ist die sechste Musikgruppe des Franchises, dass eigene Livekonzerte absolviert. Die fiktiven Mitglieder Ave Mujicas besuchen unterschiedliche Mädchenschulen. Die fiktive Gruppe Ave Mujica ist die zweite Gruppe, die von früheren Mitgliedern der Band CRYCHIC gestartet wurde. Die real existierende Gruppe wird von den Synchronsprecherinnen Rico Sasaki, Yuzuki Watase, Mei Okada, Kanon Takao und Akane Yonezawa verkörpert, die im Franchise den fiktiven Musikerinnen ihre Stimmen leihen.[6]

Uika Misumi (三角 初華, Misumi Uika)
- Die Sängerin und Liedgitarristin von Ave Mujica, die innerhalb der Band als Doloris (ドロリス Dororisu) agiert. Sie ist zudem Mitglied des Idol-Duos sumimi gemeinsam mit Mana Sumita. Uika ist Schülerin an der Hanasakigawa-Mädchenschule, wo sie die Klassenkameradin von Taki Shiina und Umiri Yahata, Ave Mujicas Bassistin, ist. Sie hat einen fröhlichen Charakter und ihr Hobby ist es, Sterne zu beobachten. Sie ist ihrer Kindheit mit Sakiko befreundet. Sie spielt eine siebensaitige Gitarre der Marke Schecter.
  - Vor den Ereignissen in Ave Mujica konnte sie sich bereits eine Bekanntheit erspielen. Uika ist es, die Tomori dabei unterstützt ihre Band MyGO!!!!! zu reformieren. Ihr richtiger Name ist Hatsune Misumi (三角 初音 Misumi Hatsune) und ist die nichteheliche Tochter von Sadaharu Togawa, was sie zu Sakikos Nichte macht. Sie nahm den Namen ihrer jüngeren Halbschwester an, um Sakiko näher kommen zu können.

Mutsumi Wakaba (若葉 睦, Wakaba Mutsumi)
- Die Rhythmusgitarristin von Ave Mujica, die in der Gruppe Mortis (モーティス Mōtisu) genannt wird. Sie besucht die Tsukinomori-Mädchenakademie und ist wie Uika seit ihrer Kindheit mit Sakiko befreundet. Sie ist ruhig und hat eine stoisch wirkende Persönlichkeit. Ihre Eltern sind der Comedian Wakaba und die Schauspielerin Mori Minami. Aufgrund der Berühmtheit ihrer Eltern entwickelte sie einen Minderwertigkeitskomplex und begann mit dem Gitarrespielen, um sich von ihren Eltern abheben zu können. Wie Uika spielt auch Mutsumi eine siebensaitige E-Gitarre von Schecter.
  - Sie war ein Mitglied der Gruppe CRYCHIC könnte aber laut eigener Aussage kein Glück empfinden. Obwohl Mutsumi eher ruhiger Natur ist, ist sie die einzige, die Soyos Obseesion, CRYCHIC neu zu gründen und Sakikos Situation nachvollziehen kann. Mutsumi willigt ein, Ave Mujica beizutreten, um ihrer Kindheitsfreundin zu unterstützen motiviert zu bleiben. Auch ist sie für den Einstieg Umiris in der Band verantwortlich.
  - Seit ihrer Kindheit leidet sie an einer Dissoziativen Identitätsstörung und einer ihrer Persönlichkeiten ist „Mortis“. Mortis Persönlichkeit steht im krassen Gegensatz zu Mutsumi und fungiert als ihre Beschützerin. Ihre multiplen Persönlichkeiten machen Mutsumi zu einer überzeugenden Schauspielerin, die in der Lage ist, viele Angewohnheiten nach Beobachten imitieren zu können.

Umiri Yahata (八幡 海鈴, Yahata Umiri)
- Die Bassistin bei Ave Mujica, die innerhalb der Band unter dem Pseudonym Timoris (ティモリス Timorisu) aktiv ist. Sie besucht die Hanasakigawa-Mädchenschule und ist die Klassenkameradin von Uika und Taki. Sie ist eine aufrichtige Person, trotz ihres stoisch wirkenden Auftretens und ihren trockenen Humor. Sie spielt einen fünfsaitigen E-Bass von Schecter.
  - Umiri ist eine fähige Bassisten, die als Sessionmusikerin in mehr als 30 Gruppen spielt. Taki schlug Umiri als vorübergehende Ersatzbassistin für MyGO!!!!! vor nachdem Soyo zeitweise den Kontakt zu der Band vermied. Aufgrund Tomoris Unbehagen verzichtete Umiri auf ihre Aktivität by MyGO!!!!!.
  - Nach ihrem Einstieg bei Ave Mujica hatte sie das Gefühl, endlich eine Gruppe gefunden zu haben, in der sie sich zugehörig fühlt und zeigte sich nach der Trennung der Gruppe sowie der einmaligen Reunion CRYCHICs eifersüchtig. Umiris erste Band trennte sich vor ihrem professionellen Debüt, da sie der Meinung waren, dass Umiri zu kontrollsüchtig gewesen war. Dies führte schließlich dazu, dass Umiri in zahlreichen anderen Bands spielt.

Nyamu Yūtenji (祐天寺 にゃむ, Yūtenji Nyamu)
- Die Schlagzeugerin von Ave Mujica, die in der Band als Amoris (アモーリス Amōrisu) aktiv ist.
  - Sie ist eine aufstrebende Beauty-Influencerin aus der Präfektur Fukuoka, die ihren natürlichen Hakata-Dialekt verbirgt und online als Nyamuchi (にゃむち) auftritt. In ihren Videos stellt sie überwiegend Makeup vor, nimmt sich aber auch anderen herausfordernden Tätigkeiten an, die sie in ihrem Content verarbeitet. So lädt sie auch Videos auf ihren Kanal hoch, in dem sie sich selbst das Schlagzeugspielen beibringt. Sie tritt Ave Mujica bei, nachdem Sakiko ihr Versprach, dass sie dadurch größere Reichweite und Bekanntheit erreichen werde.
  - Allerdings ist sie mit dem Konzept der Gruppe, maskiert aufzutreten und der Sturheit Sakikos unzufrieden, was dazu führte, dass sie ihre Identität und die von Mutsumi und Umiri bei ihrem Debütkonzert im Nippon Būdokan preisgab, was Uika und Sakiko zwang, ihre Gesichter ebenfalls zu offenbaren.
  - Nach der zwischenzeitlichen Trennung Ave Mujicas versuchte Nyamu in der Unterhaltungsbranche Fuß zu fassen, um ihr Profil weiter auszubauen. Aus Furcht vor Mortis’ Talent fühlt sie Bedenken, Schauspielrollen anzunehmen.

Sakiko Togawa (豊川 祥子, Togawa Sakiko)
- Die Keyboarderin und Komponistin von Ave Mujica, die innerbalb der Band als Oblivionis (オブリビオニス Oburibionisu) agiert. Sie ist zudem ein ehemaliges Mitglied von CRYCHIC und besucht die Haneoka-Mädchenschule. Sie hat eine strenge Persönlichkeit, was unter anderem mit ihrer angespannten familiären Situation zusammenhängt. Ursprünglich war eine offenherzige und freundliche Person. Allerdings sorgten der Tod ihrer Mutter und die Enterbung ihres Vaters, der dem Alkohol verfiel, für ihre persönliche Veränderung. Einige Zeit übernahm sie Verantwortung für ihren Vater.
  - Sie gründete CRYCHIC in ihrer Zeit als Mittelschülerin nachdem sie ein Konzert der Band Morfonica sah und davon begeistert war. Ihre Entscheidung, ihre Band nach ihrem einzigen Konzert aufzulösen war der Tatsache geschuldet, dass sie sich um ihren Vater kümmern musste und versuchte, dessen Schulden durch Teilzeitarbeit abzubauen. Da sie die Gruppe auflöste ohne den exakten Grund zu nennen – nur Mutsumi kannte die Umstände – sorgte dies für Streit unter den Freundinnen. Dahingehend ist sie verantwortlich für Tomoris Trauma.
  - Nachdem sie Tomoris neue Gruppe bei einem Konzert sah, in der sie eines ihrer Lieder spielte, kam sie zum Schluss, dass es unmöglich ist, ihre alte Gruppe neu aufleben zu lassen und gründete als Antwort Ave Mujica. Als diese sich aufgrund Mutsumis psychischen Zustands trennte, macht sie sich selbst für die Situation verantwortlich und versucht, sich mit Mutsumi, den übrigen Mitgliedern von CRYCHIC zu versöhnen und mit „Mortis“ fertig zu werden.

## Nebencharaktere

### Hauptserie
Shifune Tsuzuki (都築 詩船, Tsuzuki Shifune)
- Die Besitzerin des Live House „SPACE“ in dem Glitter☆Green häufig spielen. Sie ist streng und hat eine Abneigung gegen unsinnige Handlungen.

Ririko Matsugi (真次 璃々子, Matsugi Ririko)
- Eine Mitarbeiterin im Live House „SPACE“, die ohne zu zögern mit Shifune in Kontakt treten kann.

Asuka Toyama (戸山 明日香, Toyama Asuka)
- Sie ist Kasumis jüngere Schwester und in der Schwimm-Mannschaft der Hanasakigawa-Oberschule. Sie wechselt später zur Haneoka-Mädchenschule.

Yuri Ushigome (牛込 ゆり, Ushigome Yuri)
- Sie ist Rimis ältere Schwester und Mitglied des Schülerrats an der Hanasakigawa, wo sie im letzten Jahr ist. Yuri ist Sängerin und Gitarristin von Glitter☆Green. Sie hat einen erwachsenen und wohlwollenden Charakter.

Hinako Nujikki (二十騎 ひなこ, Nujikki Hinako)
- Sie ist Schlagzeugerin bei Glitter☆Green, ist Schülerin an der Hanasakigawa und ist dort ebenfalls Teil des Schülerrats.

Rii Uzawa (鵜沢 リィ, Uzawa Rii)
- Rii ist Bassistin von Glitter☆Green, geht ebenfalls ins dritte Jahr an der Hanasakigawa-Oberschule und ist Mitglied des Schülerrats. Sie arbeitet in ihrer Freizeit als Verkäuferin bei Edogawa Music.

Nanana Wanibe (鰐部七菜, Wanibe Nanana)
- Nanana ist Keyboarderin bei Glitter☆Green, besucht ebenfalls das dritte Jahr an der Hanasakigawa und ist genauso wie die übrigen Bandmitglieder ein Teil des Schülerrats der Schule.

Natsuki Umino (海野 夏希, Umino Natsuki)
- Natsuki geht ins erste Jahr an der Hanasakigawa und spielt bei CHiSPA Leadgitarre, fungiert zudem als Sängerin. Sie ist mit Sāya befreundet.

Satomi Taiko (大湖 里実, Taiko Satomi)
- Satomi ist Schlagzeugerin bei CHiSPA. Sie ist zwar ruhig aber ihre Auftritte sind laut Meinung anderer auffällig. Sie geht ebenfalls auf die Hanasakigawa, wo sie im ersten Lehrjahr ist.

Fumika Mori (森 文華, Mori Fumika)
- Fumika ist Bassistin bei CHiSPA und besucht das erste Jahr der Hanasakigawa-Oberschule.

Mayu Kawabata (川端 真結, Kawabata Mayu)
- Mayu ist Keyboarderin bei CHiSPA und geht ebenfalls auf die Hanasakigawa-Oberschule. Auch sie besucht das erste Jahr.

Marina Tsukishima (月島 まりな, Tsukishima Marina)
- Eine Mitarbeiterin des Live House „CiRCLE“. Sie hat in der Animeserie lediglich einen Cameo-Auftritt in der zweiten Staffel, ist aber der wichtigste NPC im Smartphone-Spiel wo sie versucht, fünf Bands für ein Multi-Live-Event zusammenzutrommeln und dabei vom Spieler unterstützt wird. Im Ableger-Anime Girls Band Party! ☆ PICO ist sie ein wichtiger Charakter.

### It’s MyGO!!!!!undAve Mujica
Mana Sumita (純田 まな, Sumita Mana)
- Ein Idol, die gemeinsam mit Uiki Misumi das Musikduo sumimi bildet. Sie hat eine Schwäche für Donuts und teilt diese öfter mit Uika. Neben ihrer gesanglichen Karriere ist sie auch als Film- und Theaterschauspielerin aktiv.

Kiyotsugu Togawa (豊川 清告, Togawa Kiyotsugu)
- Sakikos Vater und Sadaharus Schwiegersohn. Nachdem er beschuldigt wird, über zehn Milliarden Yen veruntreut zu haben, wird er von der Togawa-Familie enterbt. Er lebt seither in einem heruntergekommenen Apartment und ist alkoholsüchtig. Aufgrund dessen wird er regelmäßig von der Polizei in Gewahrsam genommen und von Sakiko gegen Zahlung einer Kaution entlassen. Der Betrugsfall war ausschlaggebend für die Trennung von CRYCHIC.

Sadaharu Togawa (豊川 定治, Togawa Sadaharu)
- Sakikos Großvater und Präsident des Togawa-Konglomerats. Seine Tochter, Sakikos Mutter, starb in jungen Jahren an einer nicht benannten Krankheit. Nachdem sein Schwiegersohn Geld des Konglomerats veruntreut hatte, enterbte er diesen.
  - Er hat eine nichteheliche Tochter mit einer Angestellten gezeugt, deren Vaterschaft er ablehnt. Zudem untersagte er ihr jeglichen Kontakt zu seiner Enkelin. Seine Ablehnung gegenüber ihr wird aufgrund seiner Position als Präsident des Togawa-Imperiums begründet.

Minami Mori (森 みなみ, Mori Minami)
- Eine berühmte Schauspielerin und Mutter von Mutsumi Wakaba. Sie weiß nicht, dass ihre Tochter an einer Dissoziativen Störung leidet und hält ihre Tochter aufgrund dessen als begnadetes Schauspieltalent, die sogar sie in den Schatten stellt. Aus diesem Grund verabscheut sie ihr Kind und bezeichnet Mutsumi als Monster.

## Synchronisation
| Rolle                             | Position                             | Seiyū                                                | deutscher Synchronsprecher  |
| Mitglieder von Poppin’Party       | Mitglieder von Poppin’Party          | Mitglieder von Poppin’Party                          | Mitglieder von Poppin’Party |
| --------------------------------- | ------------------------------------ | ---------------------------------------------------- | --------------------------- |
| Kasumi Toyama                     | Sängerin, Gitarristin                | Aimi                                                 | –                           |
| Tae Hanazono                      | Gitarristin                          | Sae Ōtsuka                                           | –                           |
| Rimi Ushigome                     | Bassistin                            | Rimi Nishimoto                                       | –                           |
| Sāya Yamabuki                     | Schlagzeugerin                       | Ayaka Ōhashi                                         | –                           |
| Arisa Ishigaya                    | Keyboarderin                         | Ayasa Itō                                            | –                           |
| Mitglieder von Roselia            |                                      |                                                      |                             |
| Yukina Minato                     | Sängerin                             | Aina Aiba                                            | –                           |
| Sayo Hikawa                       | Gitarristin                          | Haruka Kudō                                          | –                           |
| Lisa Imai                         | Bassistin                            | Yurika Endō (2017–2018) Yuki Nakashima (seit 2018)   | –                           |
| Ako Udagawa                       | Schlagzeugerin                       | Megu Sakuragawa                                      | –                           |
| Rinko Shirogane                   | Keyboarderin                         | Satomi Akesaka (2017–2018) Kanon Shizaki (seit 2018) | –                           |
| Mitglieder von Morfonica          |                                      |                                                      |                             |
| Mashiro Kurata                    | Sängerin                             | Amane Shindō                                         | –                           |
| Tōko Kirigaya                     | Gitarristin                          | Hina Suguta                                          | –                           |
| Nanami Hiromachi                  | Bassistin                            | Yūka Nishio                                          | –                           |
| Tsukushi Futaba                   | Schlagzeugerin                       | mika                                                 | –                           |
| Rui Yashio                        | Violinistin                          | Ayasa                                                | –                           |
| Mitglieder von Afterglow          |                                      |                                                      |                             |
| Ran Mitake                        | Sängerin, Gitarristin                | Ayane Sakura                                         | –                           |
| Moca Aoba                         | Gitarristin                          | Sachika Misawa                                       | –                           |
| Tomoe Udagawa                     | Schlagzeugerin                       | Yōko Hikasa                                          | –                           |
| Himari Uehara                     | Bassistin, Bandleaderin              | Emiri Katō                                           | –                           |
| Tsugumi Hazawa                    | Keyboarderin                         | Hisako Kanemoto                                      | –                           |
| Mitglieder von Hello, Happy World |                                      |                                                      |                             |
| Kokoro Tsurumaki                  | Sängerin                             | Miku Itō                                             | –                           |
| Kaoru Seta                        | Gitarristin                          | Asuza Tadokoro                                       | –                           |
| Kanon Matsubara                   | Schlagzeugerin                       | Moe Toyota                                           | –                           |
| Hagumi Kitazawa                   | Bassistin                            | Yuri Yoshida                                         | –                           |
| Misaki Okusawa                    | DJ                                   | Tomoyo Kurosawa                                      | –                           |
| Mitglieder von RAISE A SUILEN     |                                      |                                                      |                             |
| Rei Wakana                        | Sängerin, Bassistin                  | Raychell                                             | –                           |
| Masuki Sato                       | Schlagzeugerin                       | Natsume                                              | –                           |
| Chiyu Tamade                      | Produzentin, DJ                      | Risa Tsumugi                                         | –                           |
| Reona Nyūbara                     | Keyboarderin                         | Reo Kurachi                                          | –                           |
| Rokka Asahi                       | Gitarristin                          | Riko Kohara                                          | –                           |
| Mitglieder von Pastel＊Palettes   |                                      |                                                      |                             |
| Aya Maruyama                      | Sängerin                             | Ami Maeshima                                         | –                           |
| Hina Hikawa                       | Gitarristin                          | Ari Ozawa                                            | –                           |
| Chisato Shirasagi                 | Bassistin                            | Sumire Uesaka                                        | –                           |
| Maya Yamato                       | Schlagzeugerin                       | Ikumi Nakagami                                       | –                           |
| Eve Wakamiya                      | Keyboarderin                         | Sawako Hata                                          | –                           |
| Mitglieder von MyGO!!!!!          |                                      |                                                      |                             |
| Tomori Takamatsu                  | Sängerin                             | Hina Yōmiya                                          | –                           |
| Anon Chihaya                      | Gitarristin                          | Rin Tateishi                                         | –                           |
| Rāna Kamane                       | Gitarristin                          | Hina Aoki                                            | –                           |
| Soyo Nagasaki                     | Bassistin                            | Mika Konihata                                        | –                           |
| Taki Shiina                       | Schlagzeugerin                       | Coco Hayashi                                         | –                           |
| Mitglieder von Ave Mujica         |                                      |                                                      |                             |
| Uika Misumi                       | Sängerin, Gitarristin                | Rico Sasaki                                          | –                           |
| Mutsumi Wakaba                    | Gitarristin                          | Yuzuki Watase                                        | –                           |
| Umiri Hayata                      | Bassistin                            | Mei Okada                                            | –                           |
| Nyamu Yūtenji                     | Schlagzeugerin                       | Akane Yonezaw                                        | –                           |
| Sakiko Togawa                     | Keyboarderin                         | Kanon Takao                                          |                             |
| weitere Charaktere                |                                      |                                                      |                             |
| Shifune Tsuzuki                   | Besitzerin des Live House „Space“    | Mami Koyama                                          | –                           |
| Ririko Maji                       |                                      | Yuko Gibu                                            | –                           |
| Asuka Toyama                      | Kasumis jüngere Schwester            | Yuka Ozaki                                           | –                           |
| Yuri Ushigome                     | Rimis ältere Schwester               | Suzuko Mimori                                        | –                           |
| Hinako Junikki                    | Schlagzeugerin von Glitter☆Green     | Sora Tokui                                           | –                           |
| Rii Uzawa                         | Bassistin von Glitter☆Green          | Izumi Kitta                                          | –                           |
| Nanana Wanibe                     | Keyboarderin von Glitter☆Green       | Mikoi Sasaki                                         | –                           |
| Natsuki Umino                     | Sängerin und Gitarristin bei CHiSPA  | Misato Fukuen                                        | –                           |
| Satomi Taiko                      | Schlagzeugerin bei CHiSPA            | Saki Minami                                          | –                           |
| Fumika Mori                       | Bassistin bei CHiSPA                 | Madoka Asahina                                       | –                           |
| Mayu Kawabata                     | Keyboarderin bei CHiSPA              | Rina Honnizumi                                       | –                           |
| Marina Tsukishima                 | Mitarbeiterin im Live House „Circle“ | Aya Suzaki                                           | –                           |
| Sadaharu Togawa                   | Sakikos Großvater, Uikas Vater       | Masaki Terasoma                                      | –                           |
| Kiyotsugu Togawa                  | Sakikos Vater                        | Atsushi Kisaichi                                     | –                           |
| Minami Mori                       | Schauspielerin, Mutsumis Mutter      | Miyuki Sawashiro                                     | –                           |
| Mana Sumida                       | Idol                                 | Hazuki Tanda                                         | –                           |